# Françoise Smyth-Florentin
Pour les articles homonymes, voir Smyth.
Françoise Smyth-Florentin, née à Nantes le 7 mai 1931 et morte à Sceaux le 27 novembre 2023, est une bibliste et universitaire française. Elle est professeure d'Ancien Testament à la faculté de théologie protestante de Paris de 1972 à 1996. 

## Biographie
Françoise Florentin fait ses études secondaires au lycée Molière et durant une année, en Angleterre, puis elle s'inscrit à l'École des langues orientales où elle obtient un diplôme de chinois et de thaï. Elle mène une recherche sur Tchouang-tseu à l'Institut des hautes études chinoises, sous la direction de Paul Demiéville et envisage une carrière d'archéologue auprès de René Grousset.
Mais après avoir écouté les conférences de carême du théologien protestant Pierre Maury, elle rejoint l'Église réformée de France et devient secrétaire nationale de la Fédération française des associations chrétiennes d'étudiants. Elle réalise en 1953 une mission clandestine pour le Conseil œcuménique des Églises en Chine et rencontre notamment K. H. Ting, alors président des Églises protestantes chinoises. 
Elle fait des études de théologie à l'université de Lausanne avec Pierre Bonnard et à la faculté de théologie protestante de Montpellier avec Wilhelm Vischer, puis participe à la création des Équipes de recherche biblique. Elle passe une année à l'École biblique de Jérusalem, où elle travaille avec Roland de Vaux et fait la connaissance du bibliste irlandais Kevin Smyth, qu'elle épouse. Le couple a un fils. 
Elle soutient en 1966 une thèse de doctorat sur les hymnes de Qumrân, et est nommée professeure d'Ancien Testament à la faculté de théologie protestante de Paris en 1972. Elle fait un cours d'exégèse de l'Ancien Testament en 1991-1992 à la faculté de théologie de Genève, et elle assure deux séminaires, d'ougaritique et d'épigraphie sémitique, de 1996 à 2001. L'université de Genève lui décerne un doctorat honoris causa en 2004.
Elle meurt à Sceaux le 27 novembre 2023, à l'âge de 92 ans.

## Publications
- Avec Agnès Cunningham et Tatiana Struve, La Femme, Tours, Mame; 1968 (BNF 33184571).
- « Du monothéisme biblique: Émergence et alentours », Archives des sciences sociales des religions, vol. 30, no 59,‎ janvier-mars 1985, p. 5-16 (lire en ligne, consulté le 24 janvier 2021).
- « La Bible mythe fondateur. Des temples aux murs inscrits à l'Écriture comme temple », dans Marcel Detienne (dir.), Tracés de fondation, Louvain-Paris, Peeters, 1990, p. 59-66.
- avec Olivier Abel (dir.), Le livre de traverse : de l'exégèse biblique à l'anthropologie (actes de colloque), Le Cerf, 1992, 289 p. (ISBN 2-204-04700-7).
- Les Mythes illégitimes : essai sur la Terre promise, Genève, Labor et Fides, 1994, 63 p. (ISBN 2830907353)[5].
- Pierre Maury : Prédicateur d’Évangile, Genève, Labor et Fides, 2009, 209 p. (ISBN 9782830913422)[6]
- « Violence de l’ascèse monothéiste de l’image », Études théologiques et religieuses, vol. 93, no 1,‎ 2018, p. 59-64 (lire en ligne, consulté le 24 janvier 2021).

### Traductions
- Othmar Keel, Dieu répond à Job : une interprétation de Job 38-41 à la lumière de l'iconographie du Proche-Orient ancien, introd. et trad. Françoise Smyth, Paris, Le Cerf, 1993,  (ISBN 2-204-04831-3)
- Rolf Rendtorff, Introduction à l'Ancien Testament, trad. F. Smyth-Florentin et Heinz Winkler, Paris, Le Cerf, 1996  (ISBN 2-204-05537-9)
- Steven L. McKenzie, Le roi David : le roman d'une vie,  trad. Françoise Smyth, Genève, Labor et Fides, 2006,  (ISBN 2-8309-1201-2)
- Diana V. Edelman, Philip R. Davies, Christophe Nihan et al., Clés pour le Pentateuque : état de la recherche et thèmes fondamentaux, trad. Françoise Smyth et Corinne Lanoir, Genève, Labor et Fides, 2013,  (ISBN 978-2-8309-1518-1)

## Distinctions
- 2004 : docteur honoris causa de l'université de Genève[3]